# Soufiane Gadoum
Soufiane Gadoum, né le 28 juillet 1988 au Maroc, est un footballeur international marocain. Il joue au poste de milieu de terrain.

## Carrière
- 2007-2009 :  Rachad Bernoussi
- 2009- :  Difaâ d'El Jadida[2]

## Palmarès
- Avec le Difaâ d'El Jadida :
  - Vainqueur de la Coupe du Trône en 2013

- Avec l'équipe du Maroc :
  - Vainqueur de la Coupe arabe des nations en 2012